# Hôtel des archevêques de Sens
L’hôtel des archevêques de Sens est un hôtel particulier du XVe siècle situé dans le 4e arrondissement de Paris. Classé aux monuments historiques, il abrite aujourd'hui la bibliothèque Forney, consacrée principalement à l'affiche et à la publicité.

## Historique

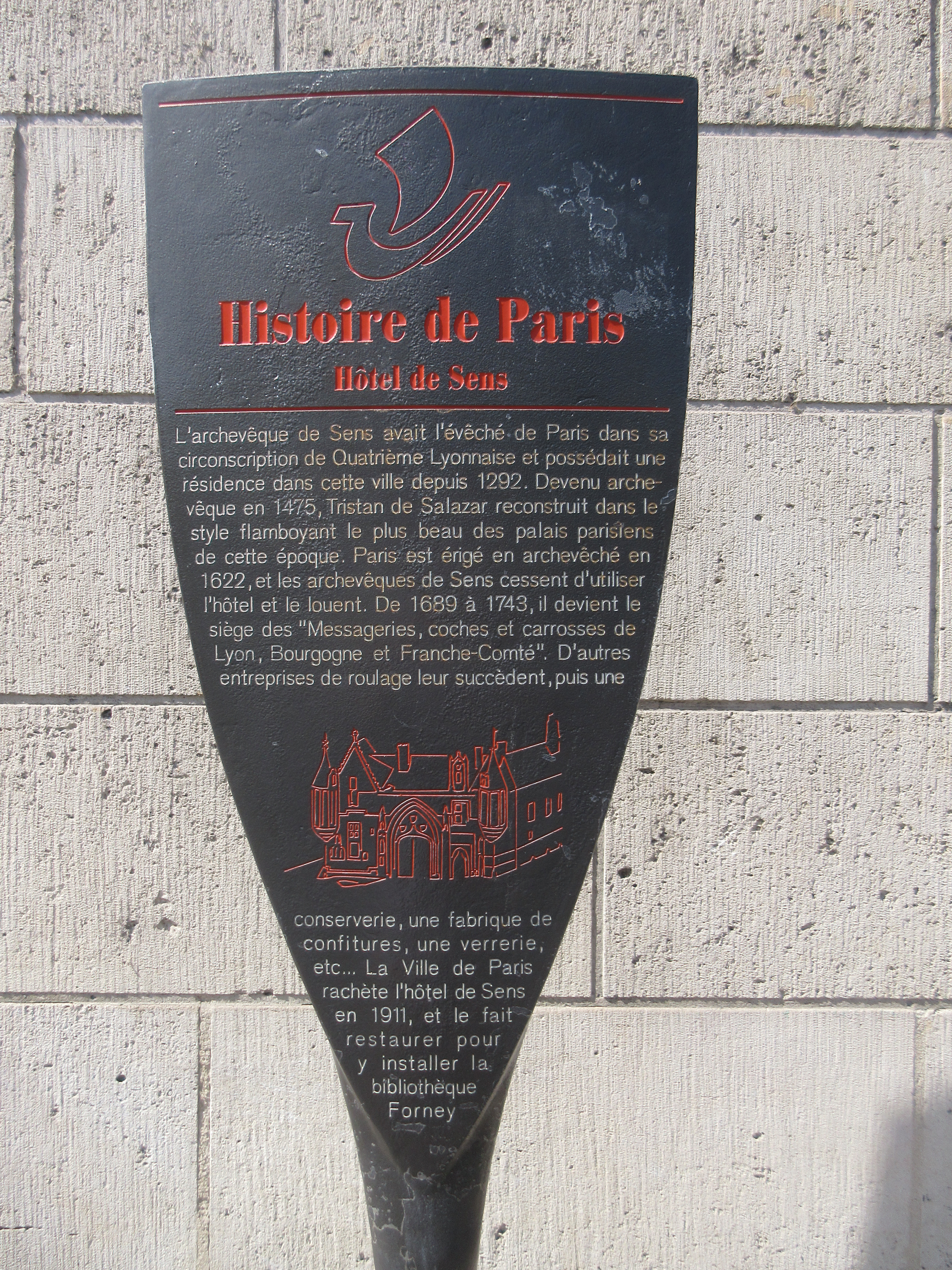
Panneau Histoire de Paris
« Hôtel de Sens ».

### Le Moyen Âge
Paris ne devient archevêché qu’en 1622. Avant cette date, la capitale dépendait de l'archevêché de Sens. L'archevêque de Sens Guillaume de Melun, Primat des Gaules et de Germanie, dont dépendaient sept évêchés suffragants, au nombre desquels on comptait Paris, est alors conseiller personnel des rois de France et, ses charges l'appelant souvent à Paris, il acquiert l'hôtel de Jean d'Hestomesnil bâti en 1345.
Charles V, alors qu'il n'est encore que dauphin, à la suite de l'incident de l'invasion du palais de la Cité par les bourgeois menés par Étienne Marcel lors des événements de 1358 où plusieurs de ses conseillers sont égorgés jusque dans sa chambre, cherche à quitter la Cité, pour résider dans un lieu qui lui offrirait plus de sécurité. De plus, il souhaite séjourner hors des remparts de Philippe Auguste, pour s'affranchir des nuisances de la ville et pouvoir gagner facilement le château de Vincennes à l'est de la cité. Enfin, il trouve le Louvre trop étroit et sinistre. Le roi acquiert ainsi entre 1361 et 1366 quatre demeures dans le quartier du Marais soit la plus grande partie de l'îlot entre la rue Saint-Antoine, la rue Saint-Paul, le quai des Célestins et la rue du Petit-Musc  pour en faire sa grande résidence royale, l'Hôtel Saint-Pol. Cet ensemble comprenait l'hôtel que l'archevêque de Sens avait fait construire à la place d'une maison et de jardins achetés en 1290 à Pierre Marcel, oncle d'Étienne Marcel. Ce premier hôtel des archevêques de Sens était situé à l'emplacement des actuels  nos 2 bis à 8 du quai des Célestins. En 1366, le roi donne en échange à l'archevêque l'hôtel d'Hestomesnil, 1 rue du Figuier.
Tristan de Salazar, archevêque de Sens  de 1474 à 1519, fait reconstruire cet hôtel de 1495  à 1519 pour une nouvelle demeure plus fastueuse qui est l'actuel bâtiment. En tant que conseiller personnel des rois de France, ses charges l'appelaient souvent à Paris, qui n'était à l'époque qu'un simple évêché. Il fait raser le vieil hôtel pour le remplacer par un nouvel hôtel particulier flambant neuf. Quand il meurt à 87 ans, en 1519, la construction en est à peine achevée.
Le nouveau bâtiment fait penser à un château fort du Moyen Age avec ses trois tourelles d'angle (échauguettes) permettant de surveiller les rues avoisinantes. La donjon, véritable tour engagée, complète cet aspect. L'élégant porche gotique, la voûte d'entrée aux fines arcatures ogivales, les hautes fenêtres parées de blasons annoncent une fastueuse demeure de plaisance de la Renaissance.

### Les Temps Modernes
L'Hôtel de Sens servit par la suite d'habitation à plusieurs prélats illustres, tels que :
- Antoine Du Prat, archevêque de Sens, chancelier et premier ministre sous François Ier qui avait également à sa disposition l'hôtel d'Hercule et de nombreuses résidences secondaires comme le château de Nantouillet ;
- Louis de Bourbon-Vendôme, prince de la famille royale ;
- Louis de Guise, cardinal de Lorraine ;
- Jean Bertrandi, Garde des sceaux de France du 22 mai 1551 au 10 juillet 1559 ;
- Nicolas de Pellevé, qui y mourut ;
- Jacques Davy du Perron ;
- Jean Davy du Perron.

Les successeurs de Tristan de Salazar n'habitent pas tous l'hôtel de la rue du Figuier et le louent à des seigneurs.
Michel de Nostredame dit Nostradamus, invité à Paris par la reine Catherine de Médicis en 1555, est logé à l'Hôtel de Sens. Il y aurait tellement bien vécu qu'il aurait fait une importante crise de goutte l'obligeant à garder le lit où se presse, dit-on, toute la cour désireuse d'entendre ses prédictions.
Marguerite de Valois, dont le mariage avec Henri IV est déclaré nul en 1599 par l'Église, y réside de 1605 à 1606. La légende veut qu'elle ait fait couper un figuier planté devant la porte de l'hôtel qui gênait les allées et venues de sa voiture. Cet incident aurait marqué les esprits au point d'être à l'origine du nom de la rue.

Les échos qui longtemps avaient répété les pieux cantiques des anciens archevêques, redisaient aux passants les refrains joyeux improvisés par la spirituelle Marguerite pour plaire à ses nombreux amants. Le jésuite Le Moine a composé l'épitaphe de cette princesse, dont voici la poésie :
« Cette brillante fleur de l'arbre des Valois
En qui mourut le nom de tant de puissants rois,
Marguerite, pour qui tant de lauriers fleurirent,
Pour qui tant de bouquets chez les Muscs se firent,
Vit bouquets et lauriers sur sa tête sécher!
Vit par un coup fatal, les lys s'en détacher
Et le cercle royal dont l'avait couronnée
En tumulte et sans ordre un trop prompt hyménée
Rompu du même coup devant ses pieds tombant,
La laissa comme un tronc dégradé par le vent.
Épouse sans époux et reine sans royaume,
Vaine ombre du passé, grand et noble fantôme,
Elle traina depuis les restes de son sort
Et vit jusqu'à son nom mourir avant sa mort ».
En 1622, l'évêché de Paris fut érigé en archevêché, en faveur de Jean-François de Gondi. Les archevêques de Sens, dépouillés de leur autorité sur le clergé parisien, cessèrent peu à peu de résider dans la capitale. L'Hôtel de Sens est alors loué à des particuliers et des industriels. En 1689, les fermiers des Messageries, coches et carrosses de Lyon, Bourgogne et Franche-Comté louent des parties du bâtiment, et déménagent en 1743 laissant un Hôtel de Sens très délabré.

### Après la Révolution
Devenu bien national, en 1790, il est vendu le 1er ventôse an V (19 février 1797) et transformé au cours du XIXe siècle par ses différents propriétaires : une entreprise de roulage, une blanchisserie, une fabrique de conserves alimentaires, un coupeur de poils de lièvres, un opticien, la confiturerie Saint-James (1864-1886) et enfin un dépôt de la verrerie Haroux qui recouvre la cour d'une verrière. Ces commerces étaient établis au rez-de-chaussée et dans le grand appartement au-dessus du porche. Le reste de l'hôtel était occupé par des garnis assez misérables où se côtoient artisans, ouvriers et artistes divers.
En 1830, pendant les Trois Glorieuses, de nombreux boulets sont tirés. L’un d’eux, n'ayant jamais pu être extrait du mur de la façade de l’Hôtel de Sens où il s'était fiché, est devenu un témoignage concret de ces journées révolutionnaires. Désormais toujours scellé dans le mur, il est visible avec la date gravée au-dessous.

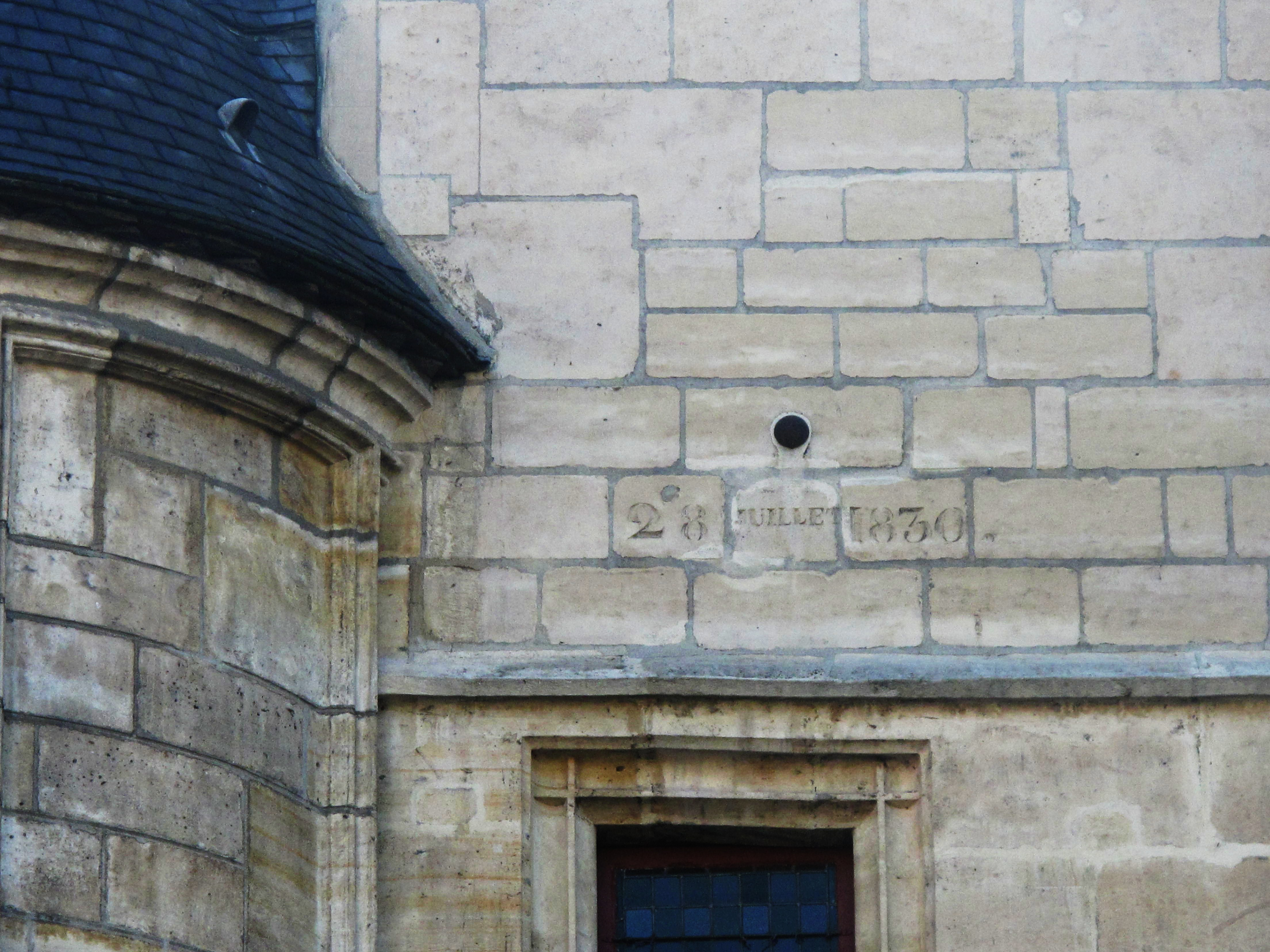
Le boulet fiché dans le mur.
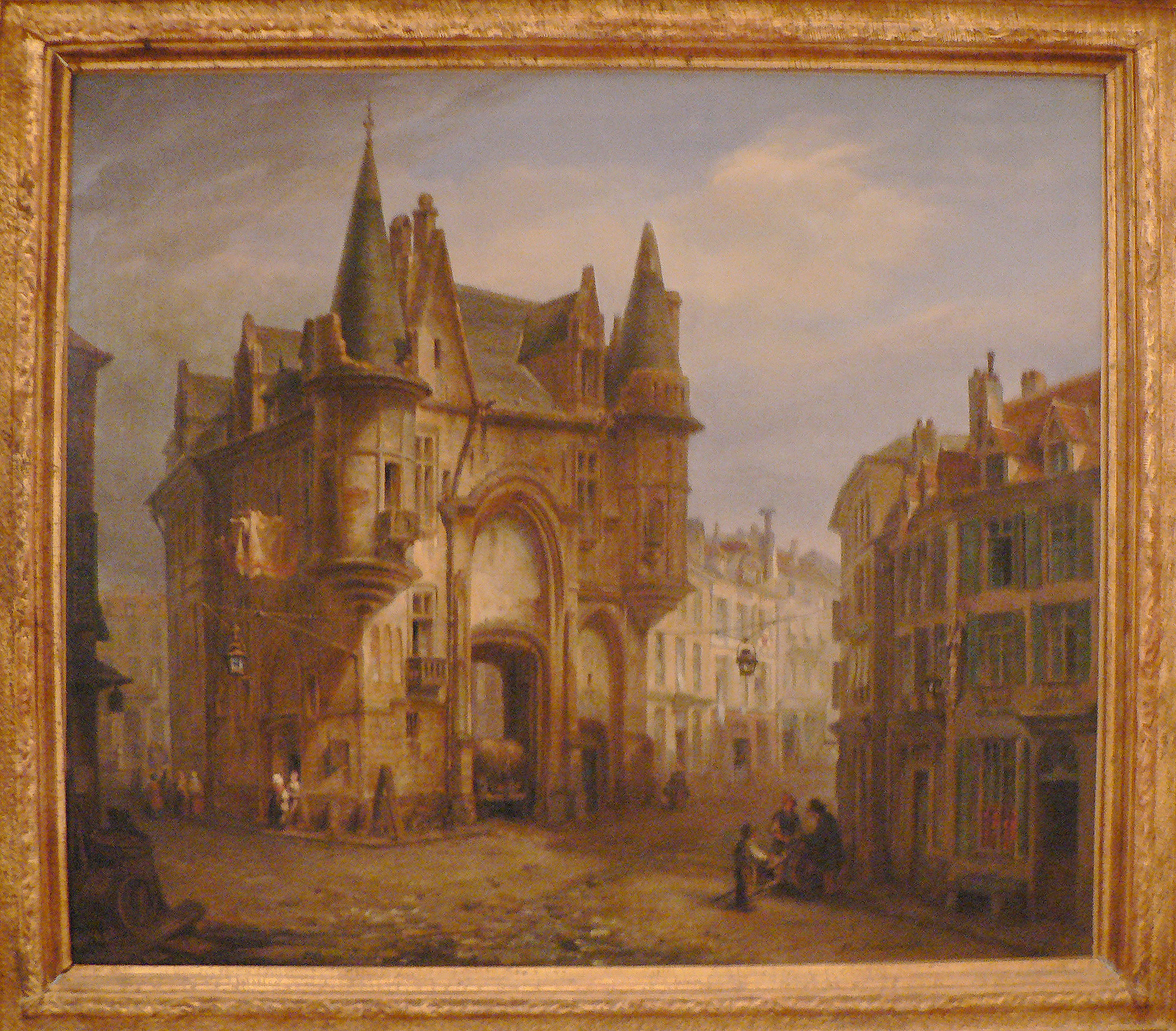
L'hôtel de Sens par Henri Lallemand, 1839, musée de Sens.

Ce n'est qu'en 1911, après de nombreuses tractations, que la ville de Paris rachète l'édifice, dont l'état de délabrement est extrême, pour servir de salle aux conseils des prud'hommes. L'hôtel fait l’objet d’un classement au titre des monuments historiques de par la liste de 1862 ainsi qu'en 1912. Le bâtiment est évacué de ses derniers locataires en août 1928. En 1929, le transfert de la bibliothèque Forney à l'Hôtel de Sens est décidé. Les travaux de restauration commencés dans les années 1930 ne s'achèveront que dans les années 1950. Pendant cette période, l'hôtel de Sens est enclavé dans un bâti qui sera déclaré insalubre puis démoli. Une maquette exposée au musée Carnavalet garde le souvenir d’une partie de ces anciennes constructions, appelées « l’îlot insalubre n° 16 », avant les destructions massives des années 1936-1965.

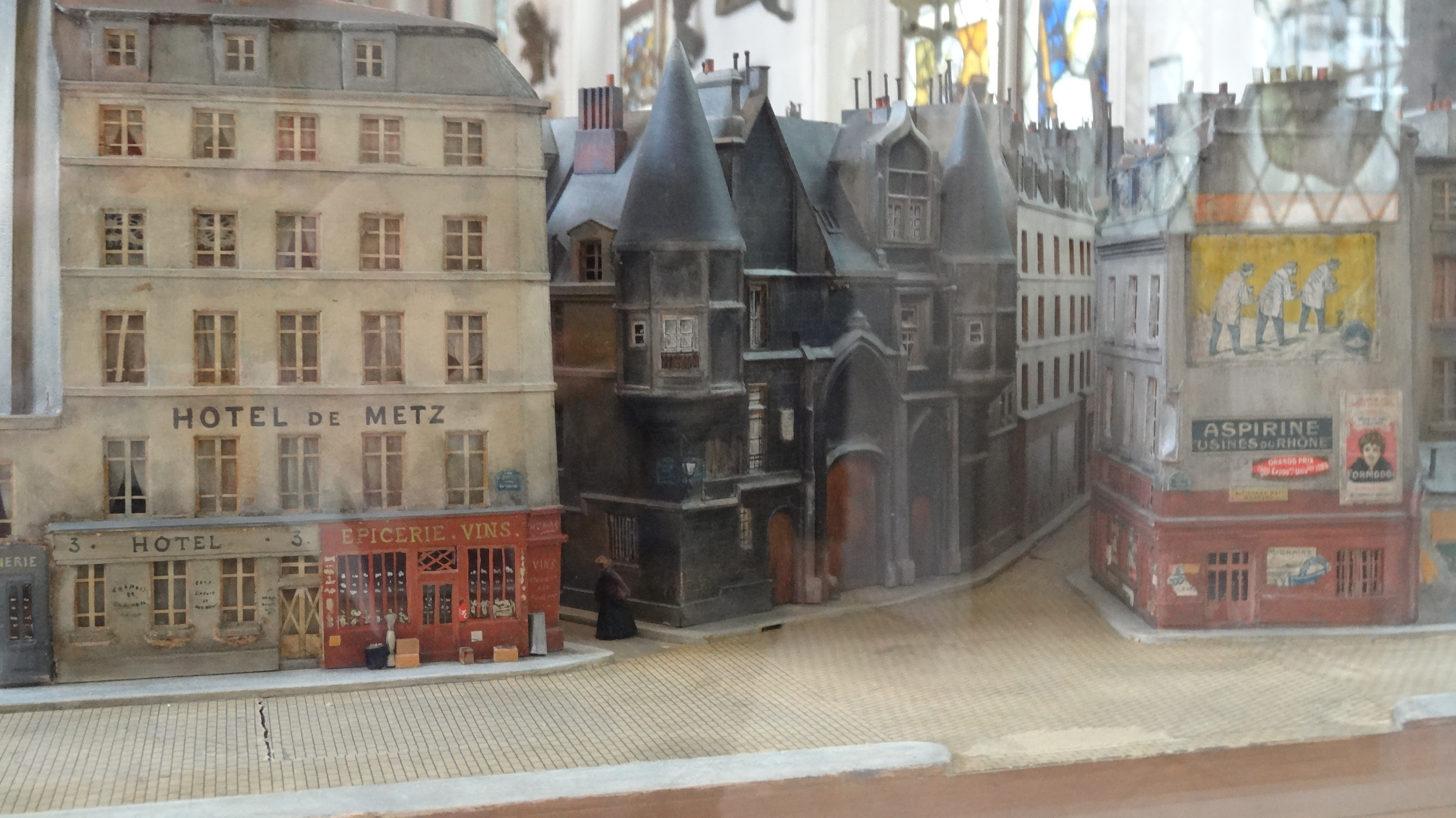
Maquette de l'îlot insalubre n° 16 (musée Carnavalet).
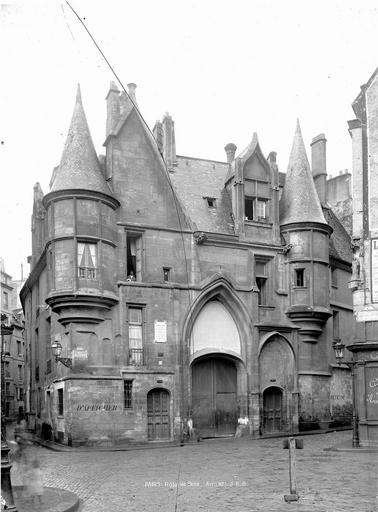
Vers 1900 (photographie de Jean-Eugène Durand).
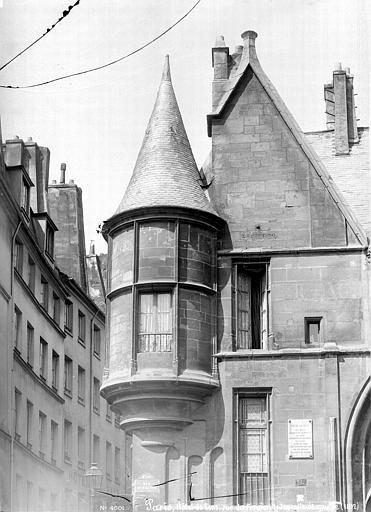
La tourelle en 1892 (Paul Robert).
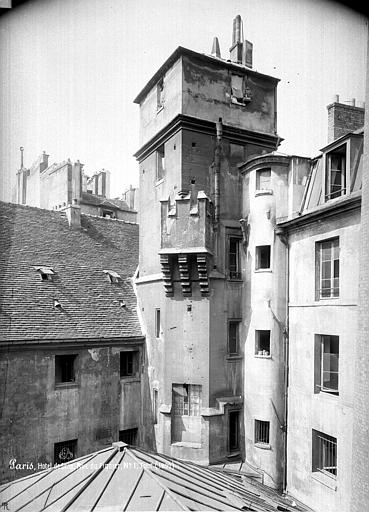
La tour en 1892 (Paul Robert).

La bibliothèque Forney, consacrée aux beaux-arts, aux métiers d'art et à leurs techniques, aux arts appliqués ainsi qu'aux arts décoratifs, s'installe à l'Hôtel de Sens le 7 avril 1961.

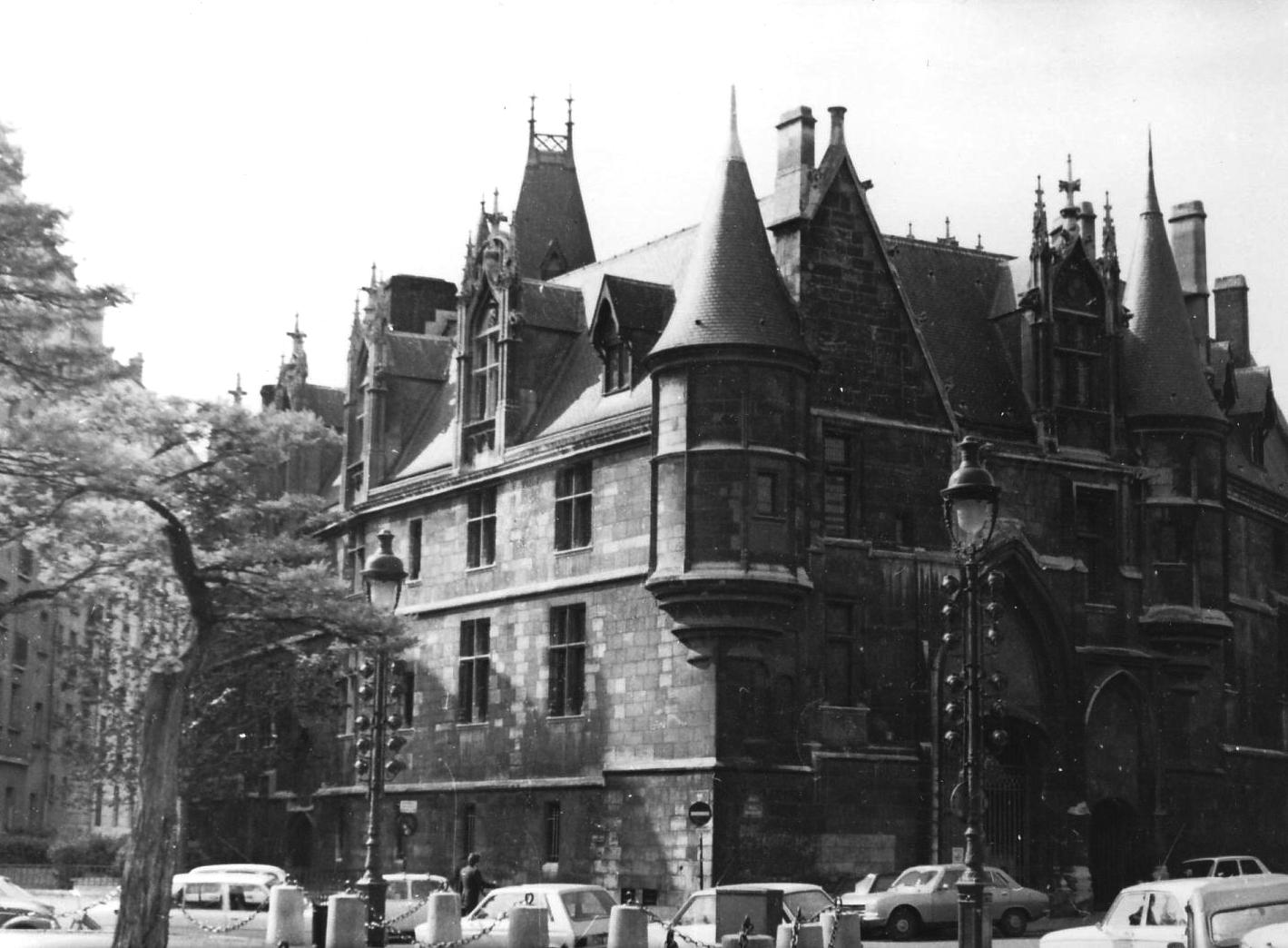
Hôtel des archevêques de Sens en 1981.
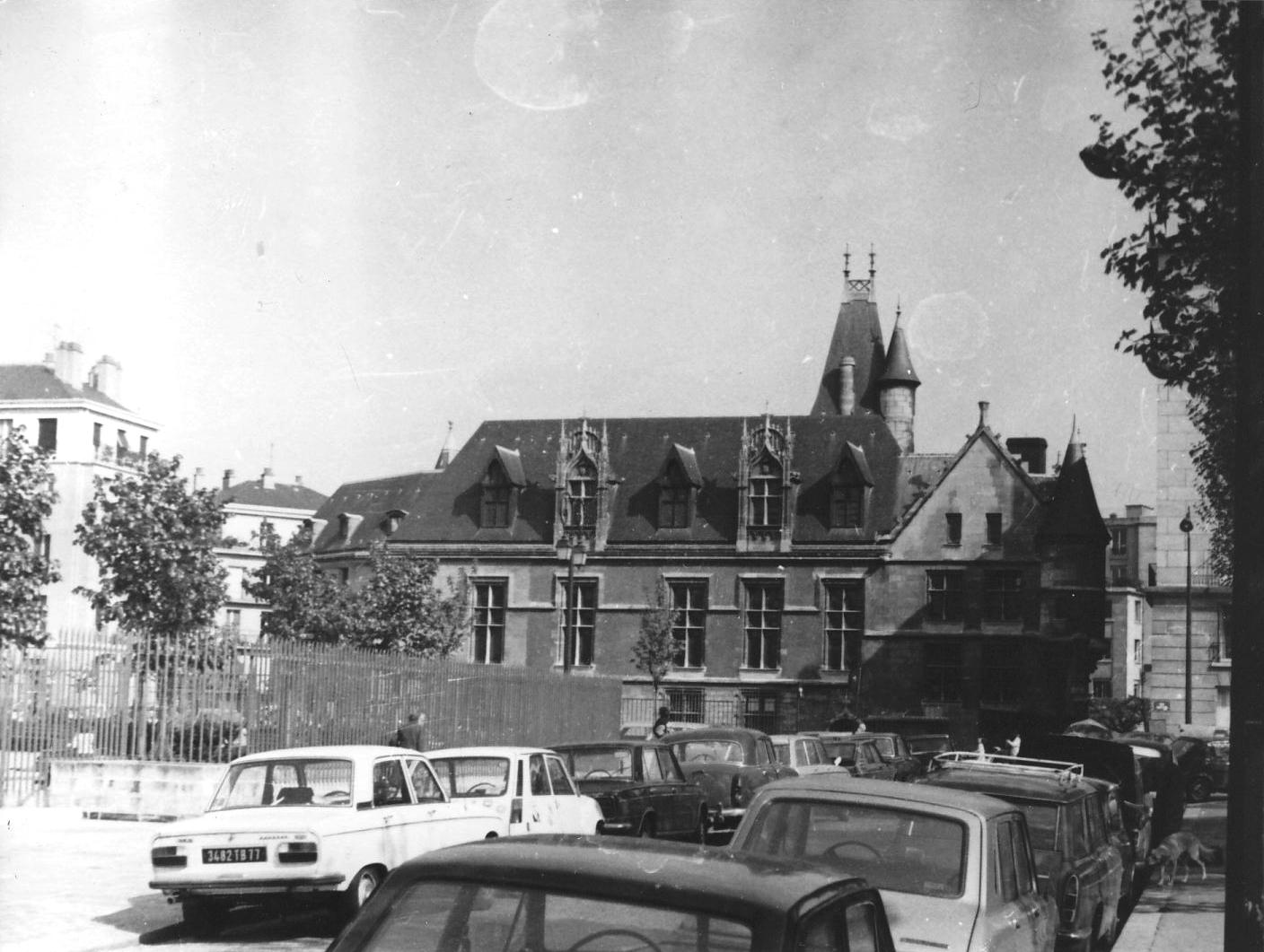
Hôtel des archevêques de Sens en 1981.

## Description
L'hôtel des archevêques de Sens se situe au numéro 1 de la rue du Figuier dans le 4e arrondissement de Paris. Sur trois de ses côtés il confronte des voies parisiennes, respectivement, à l'est la rue du Figuier, au sud la rue de l'Hôtel-de-Ville, et à l'ouest celle des Nonnains-d'Hyères. La rue de l'Ave-Maria se termine face à son entrée principale où se niche au-dessus de la porte de cette entrée, une meurtrière masquée, simple ouverture discrètement pratiquée sous la pointe du portail.

## Bâtiments remarquables et lieux de mémoire

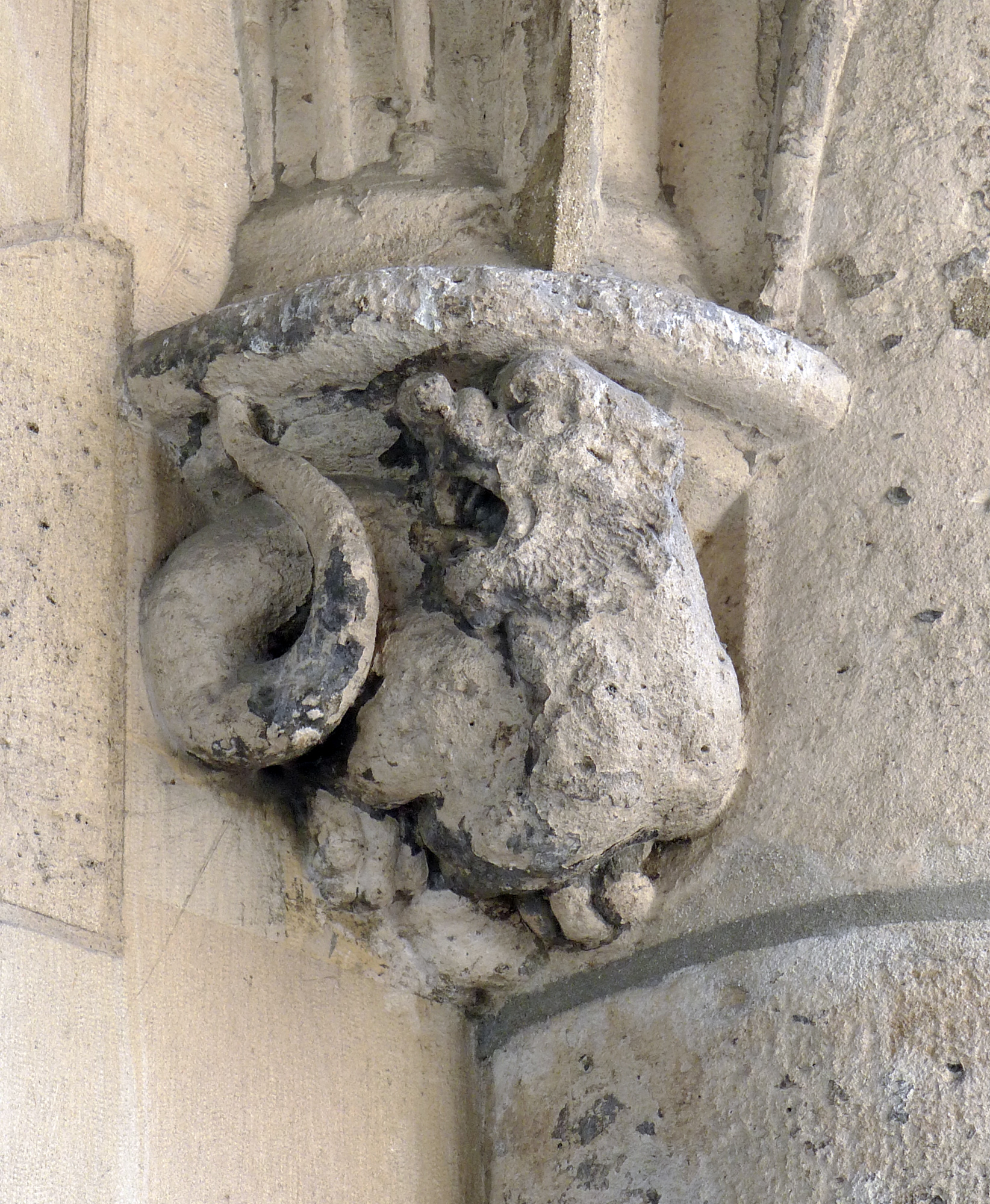
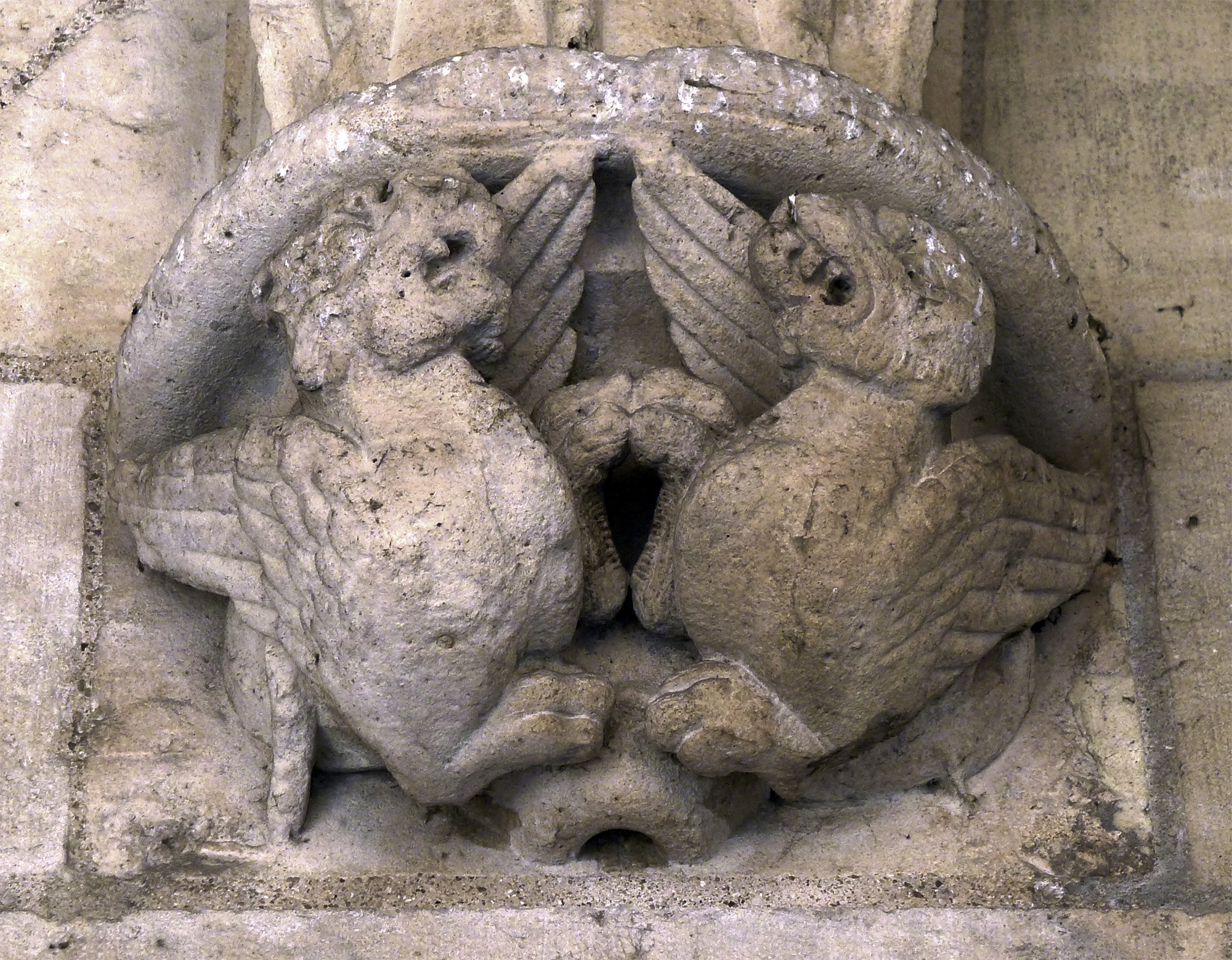
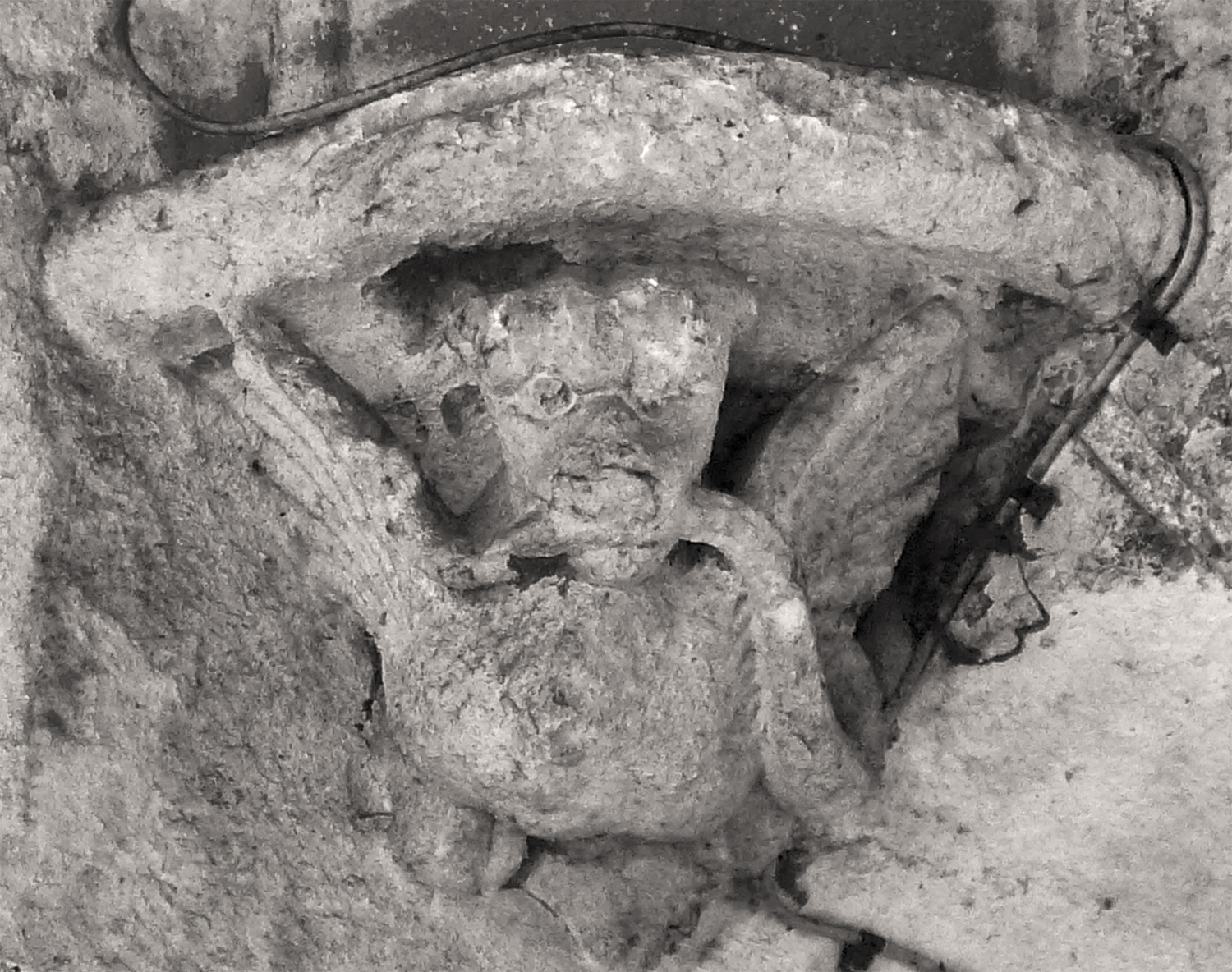

Dans la cour un boulet datant des Trois Glorieuses est encastré dans un mur.

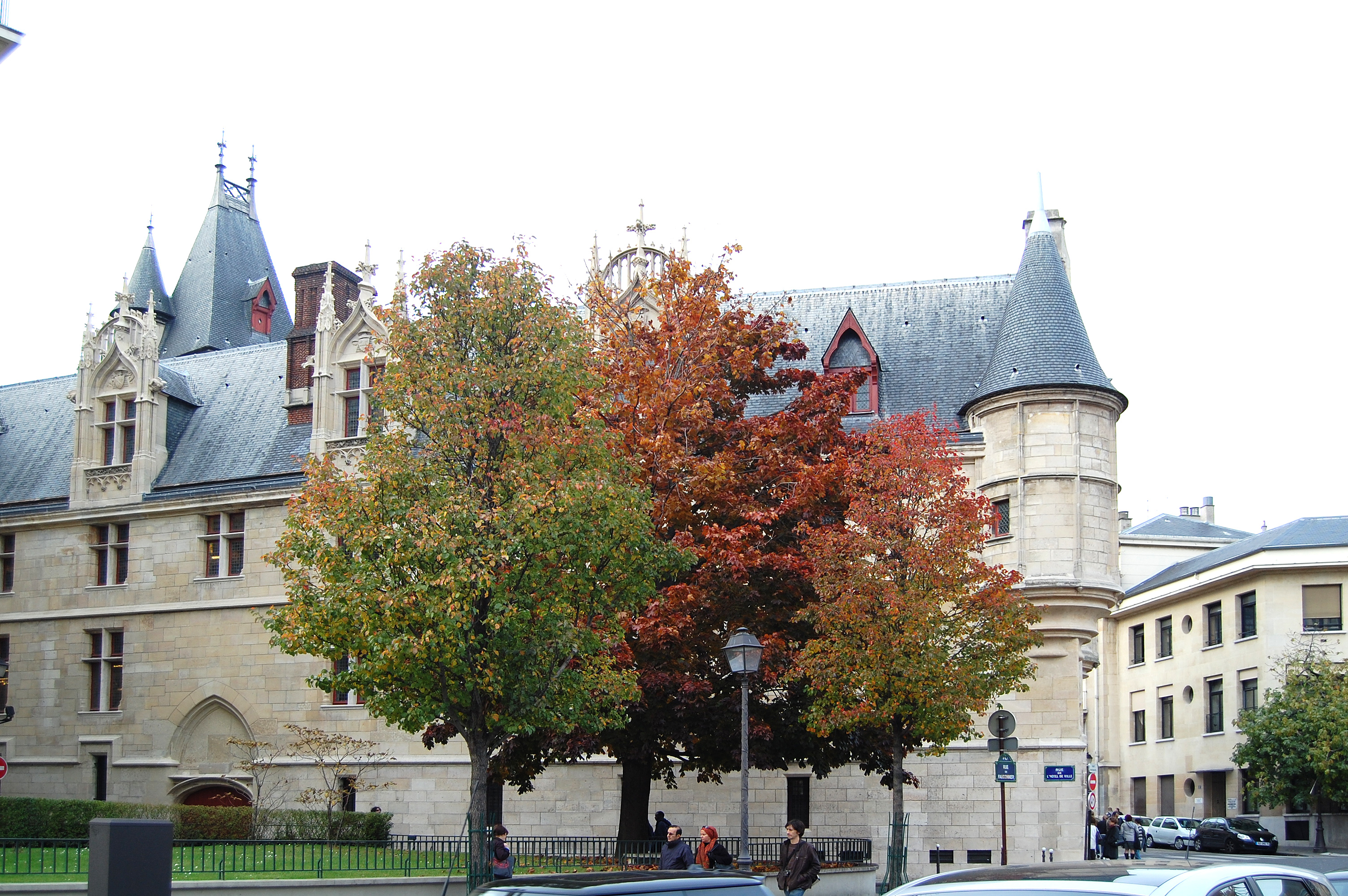
Côté rue de l'Hôtel de Ville
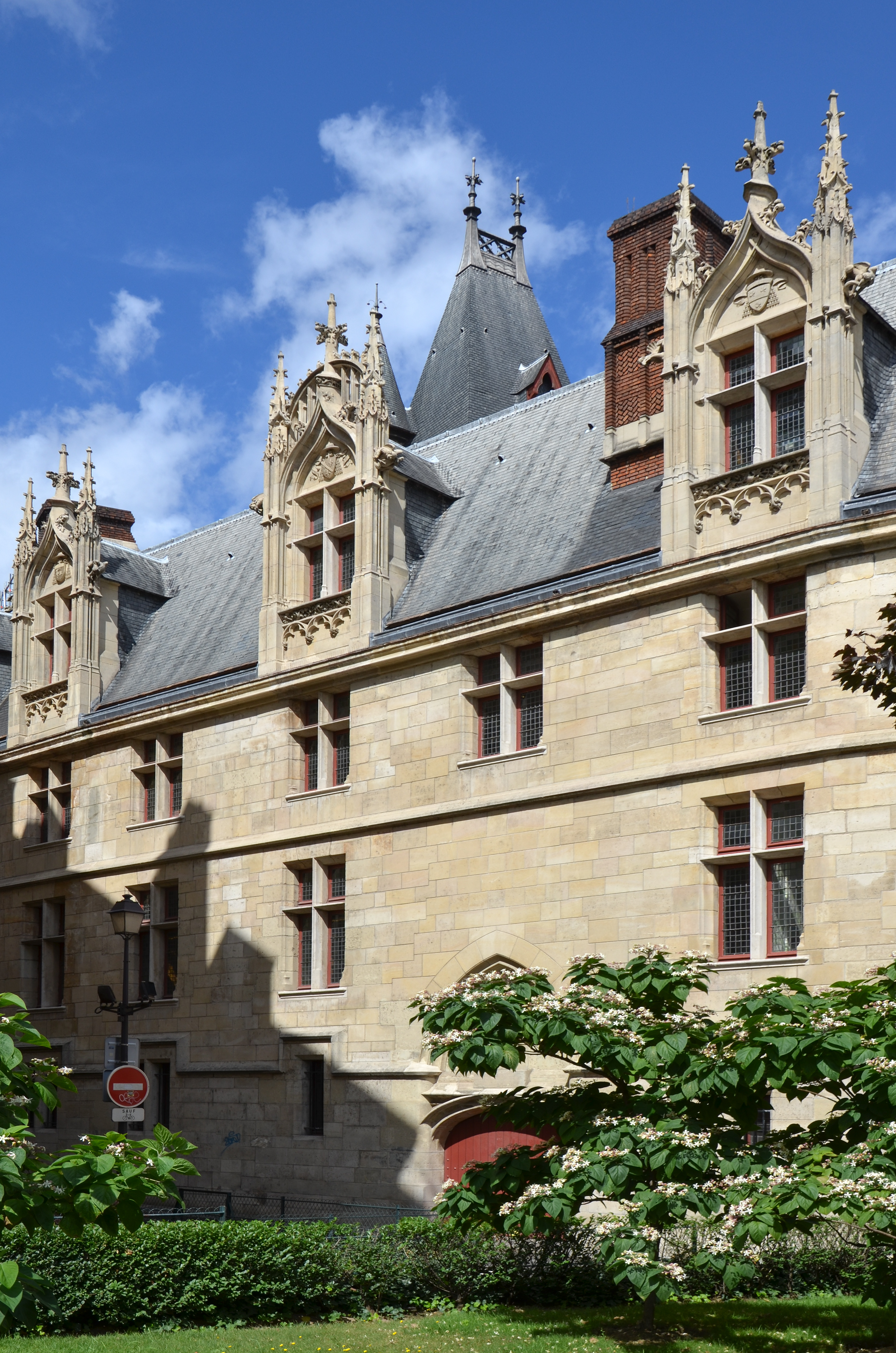
Côté rue de l'Hôtel de Ville
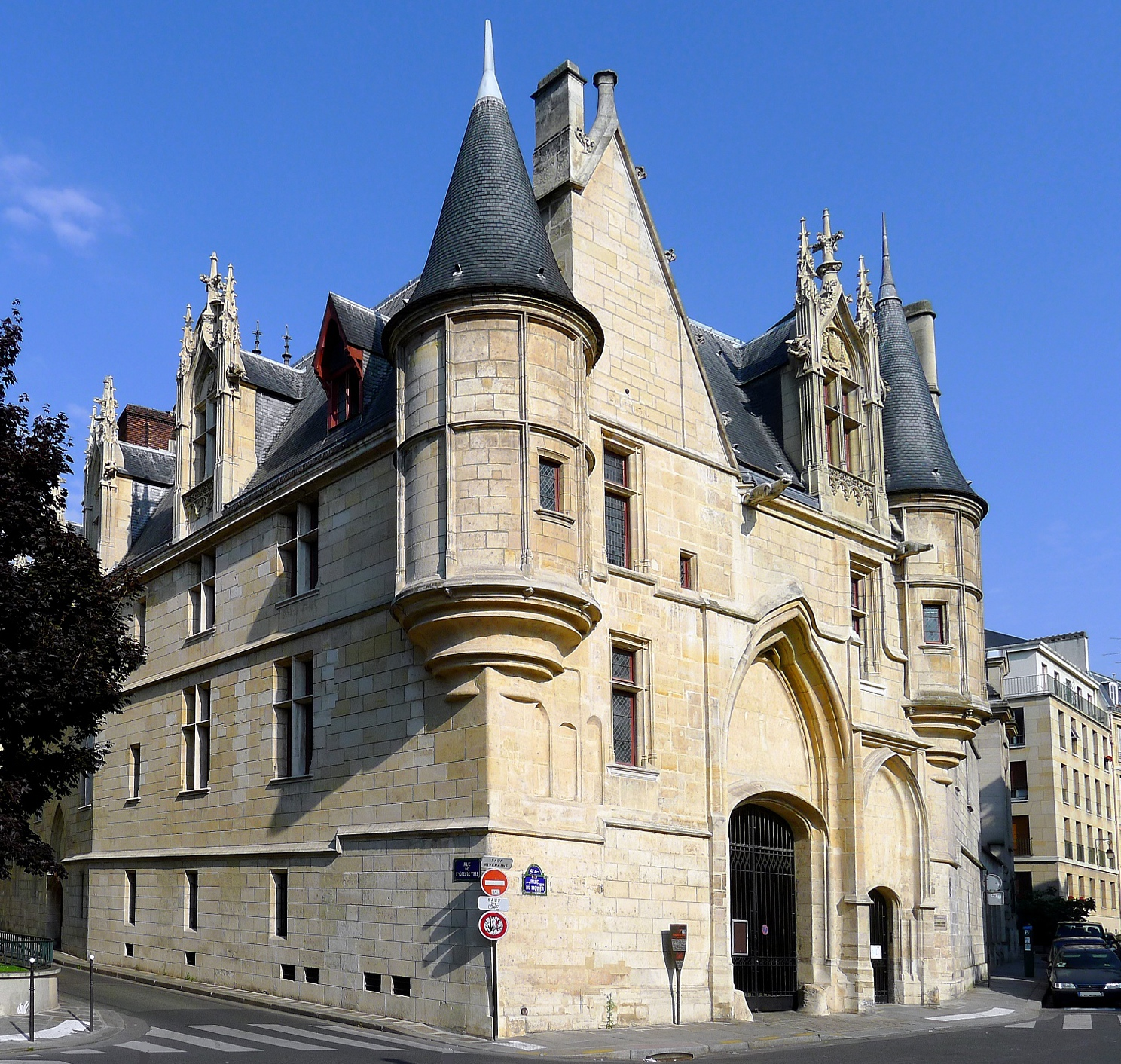
Hôtel de Sens
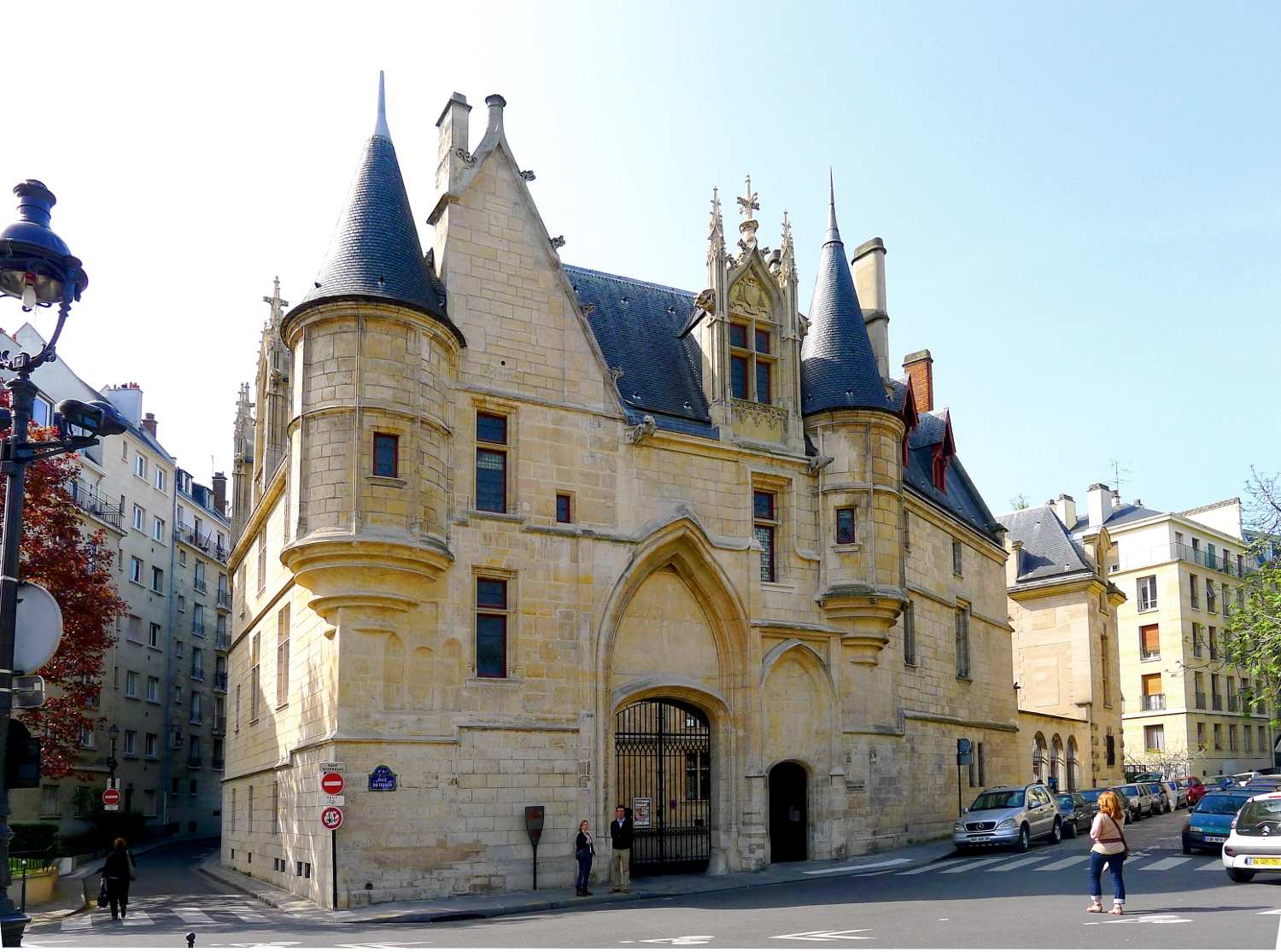
Côté rue de l'Ave-Maria

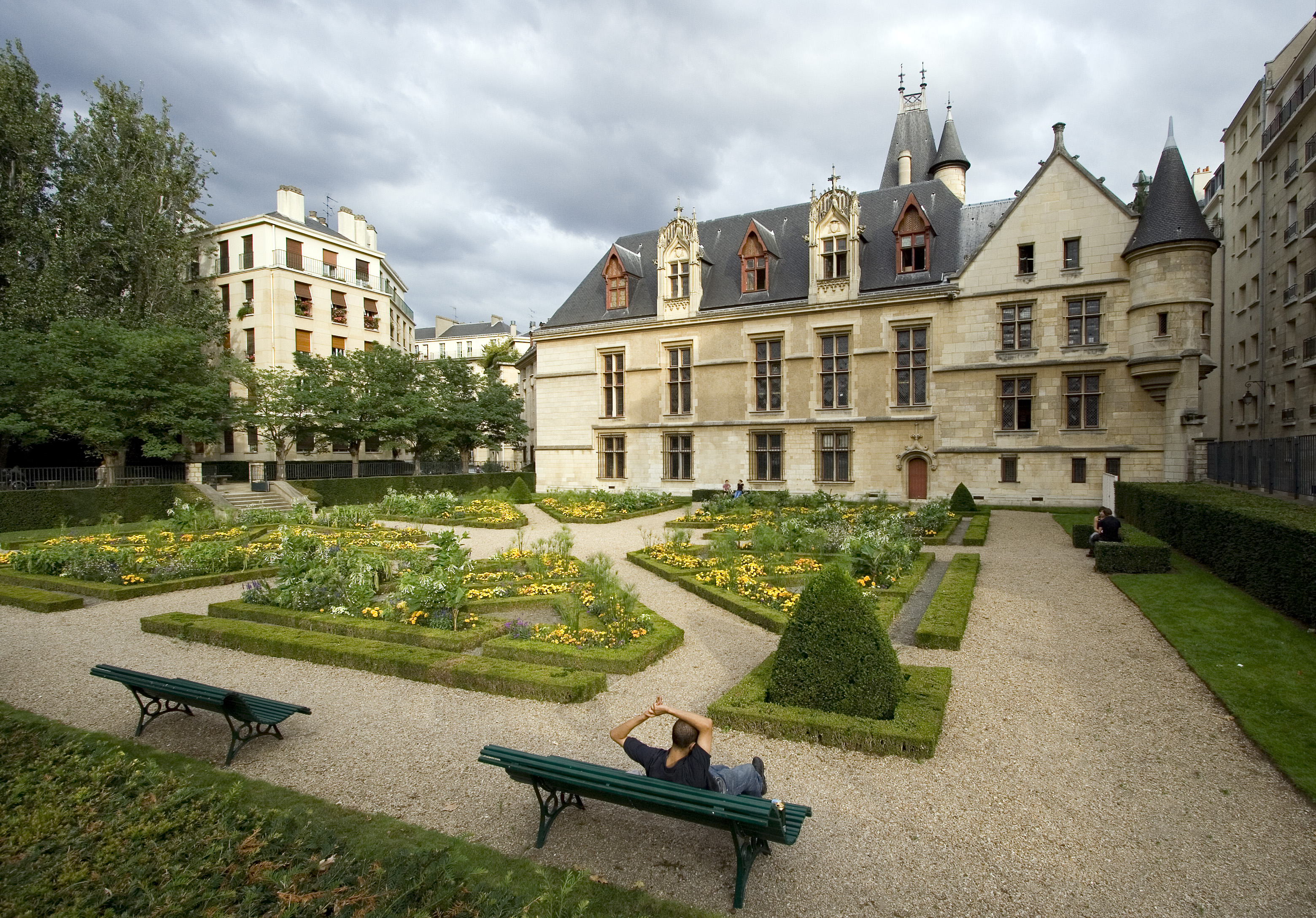
Le jardin côté rue des Nonnains-d'Hyères

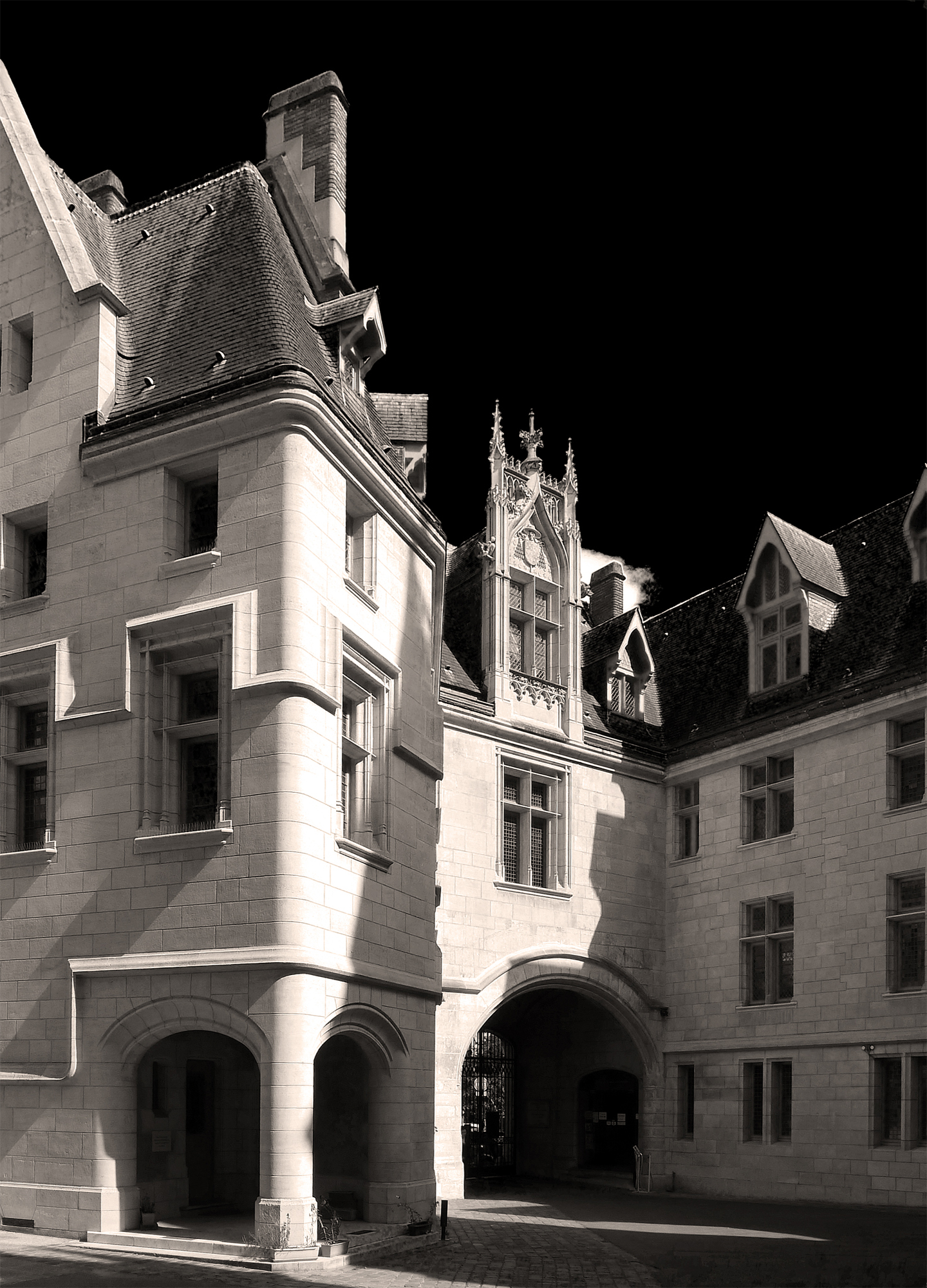
Cour intérieure
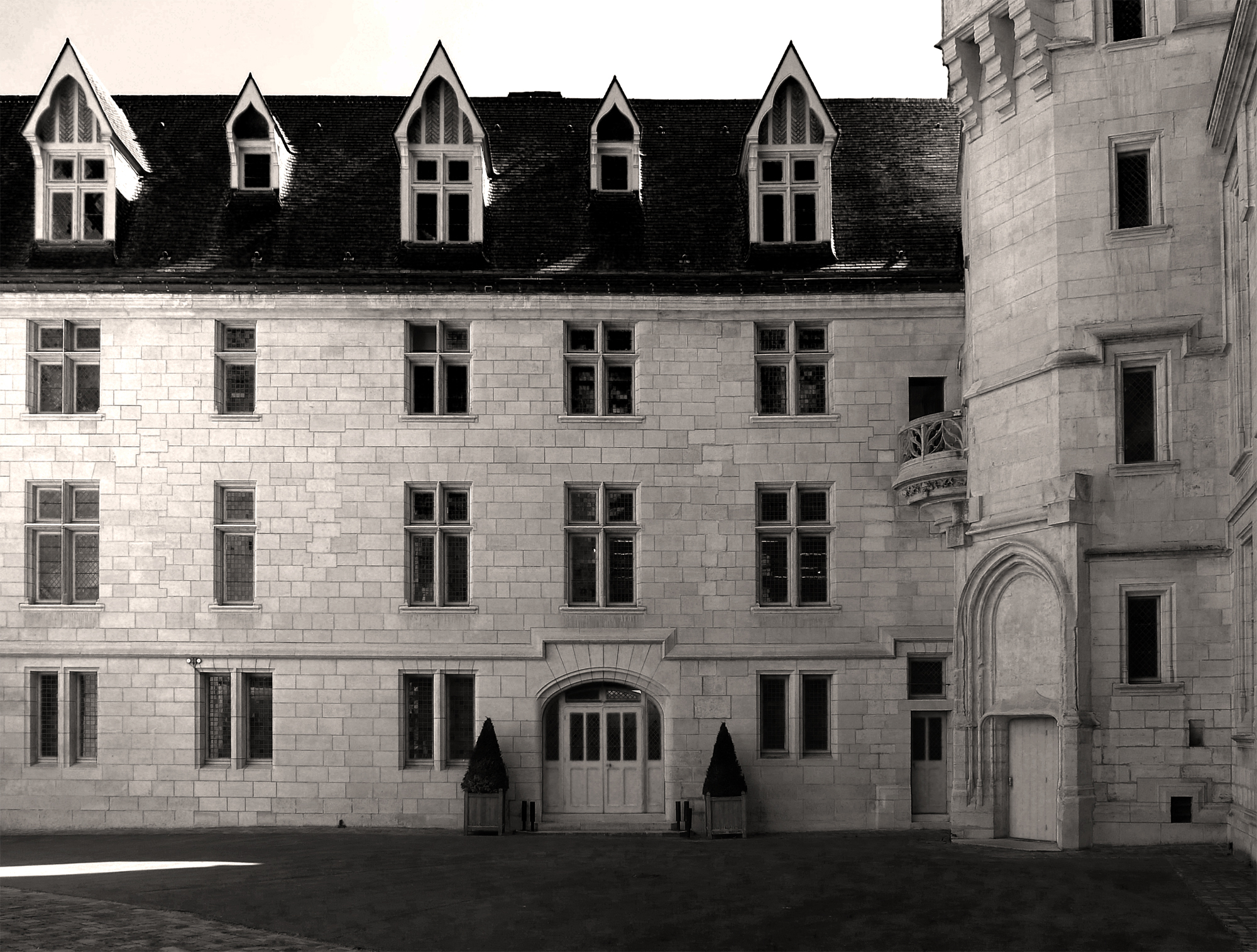
Cour intérieure
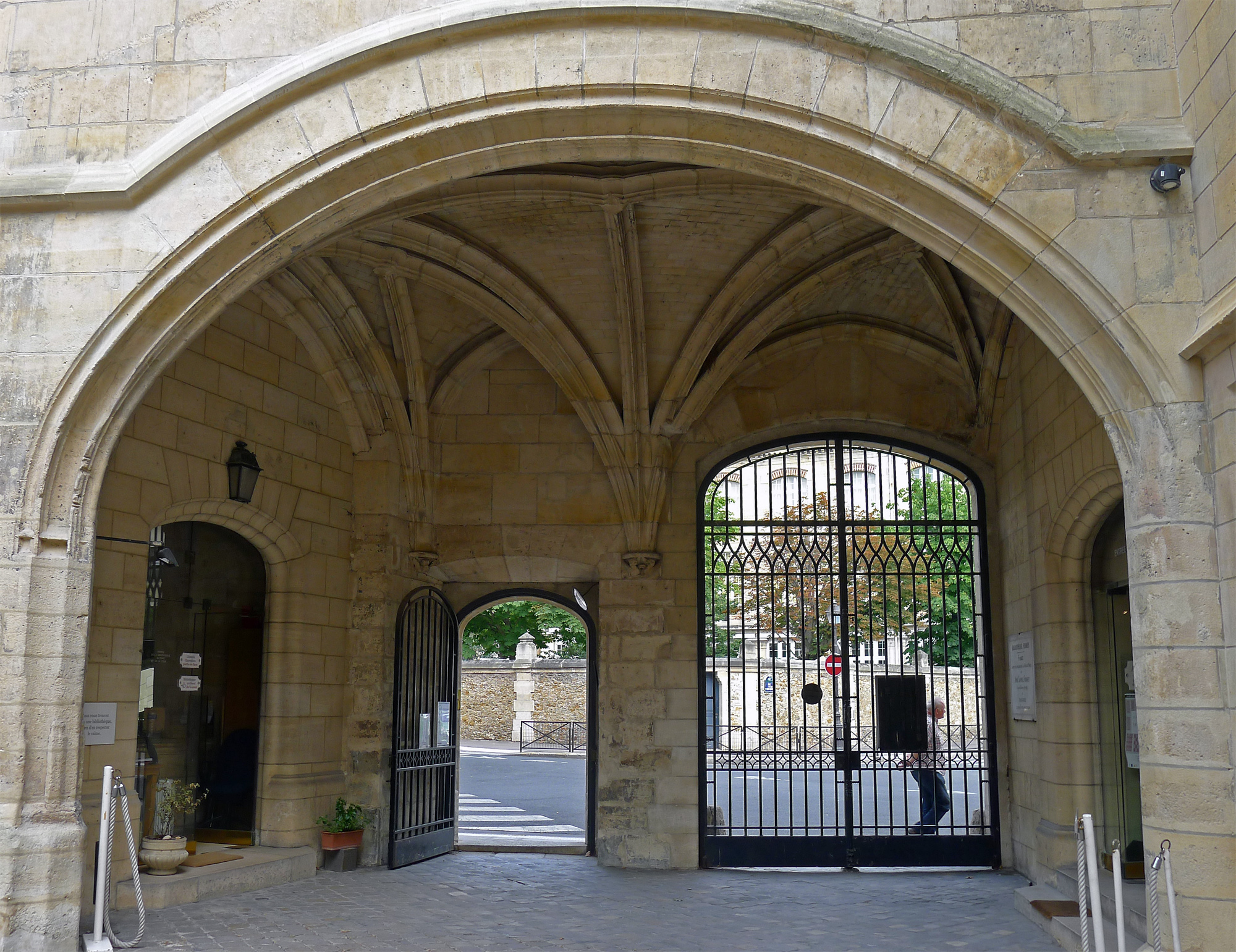
Entrée, rue du Figuier
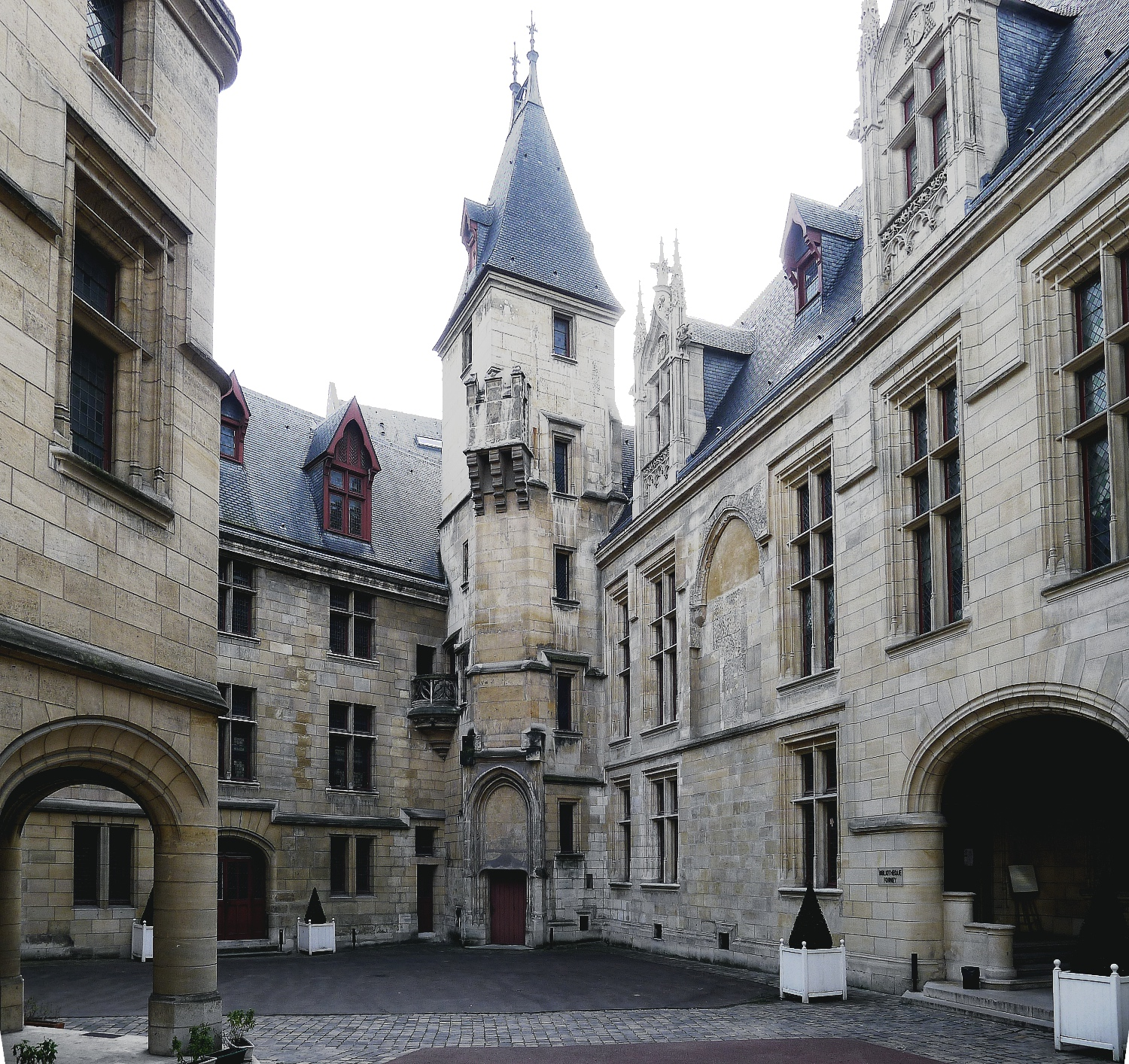
Cour intérieure

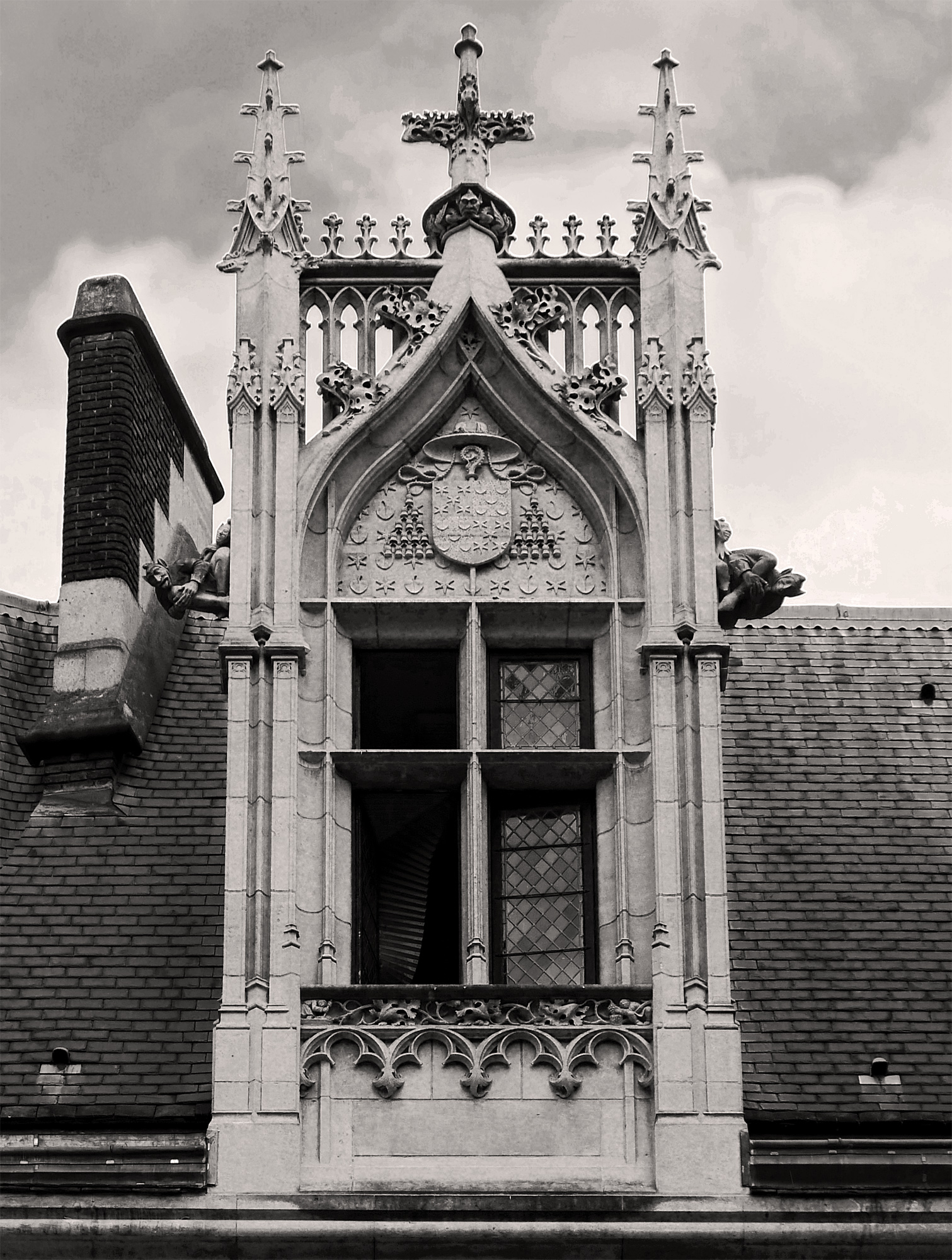
Lucarne gothique
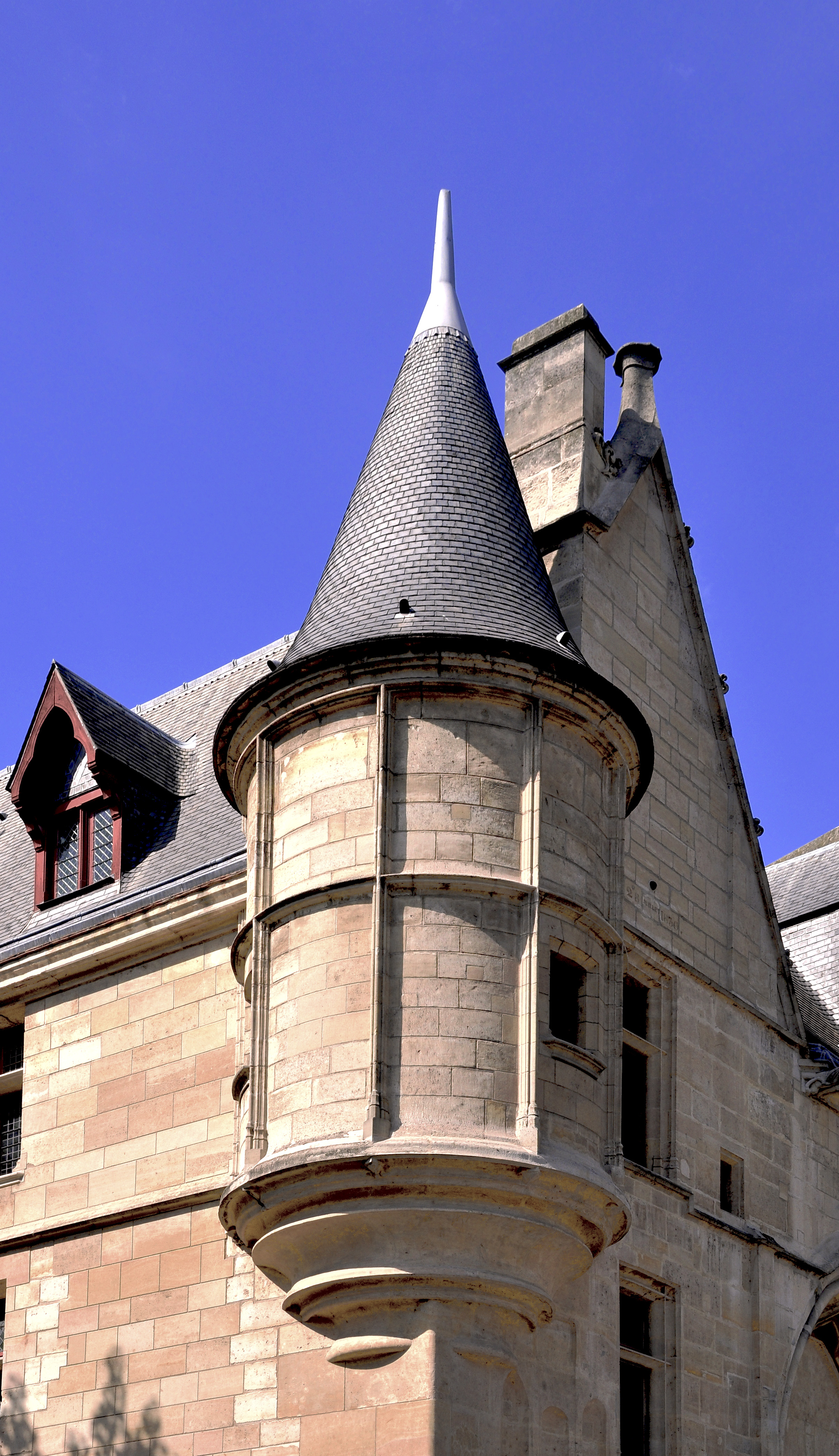
poivrière.
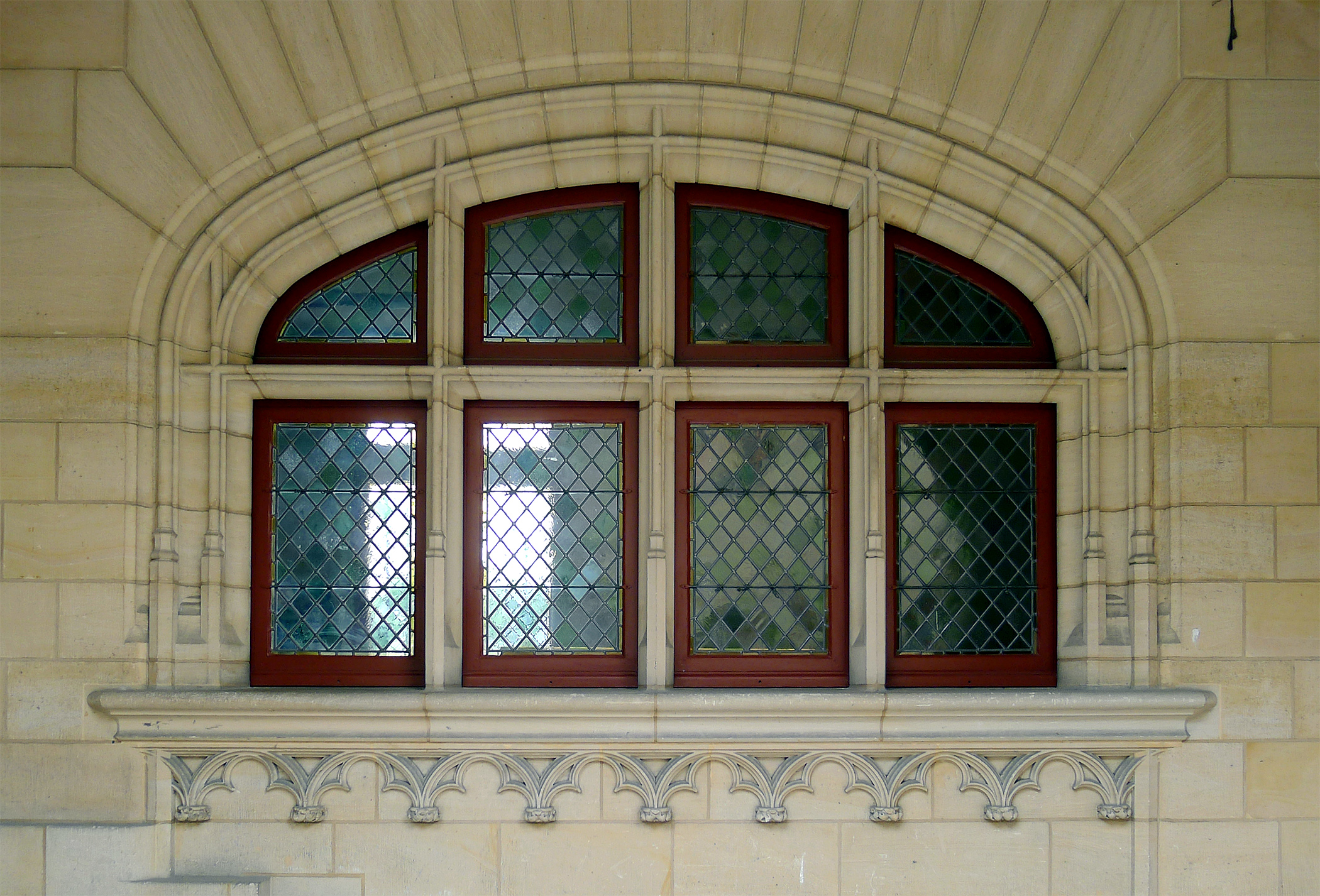
Fenêtre.
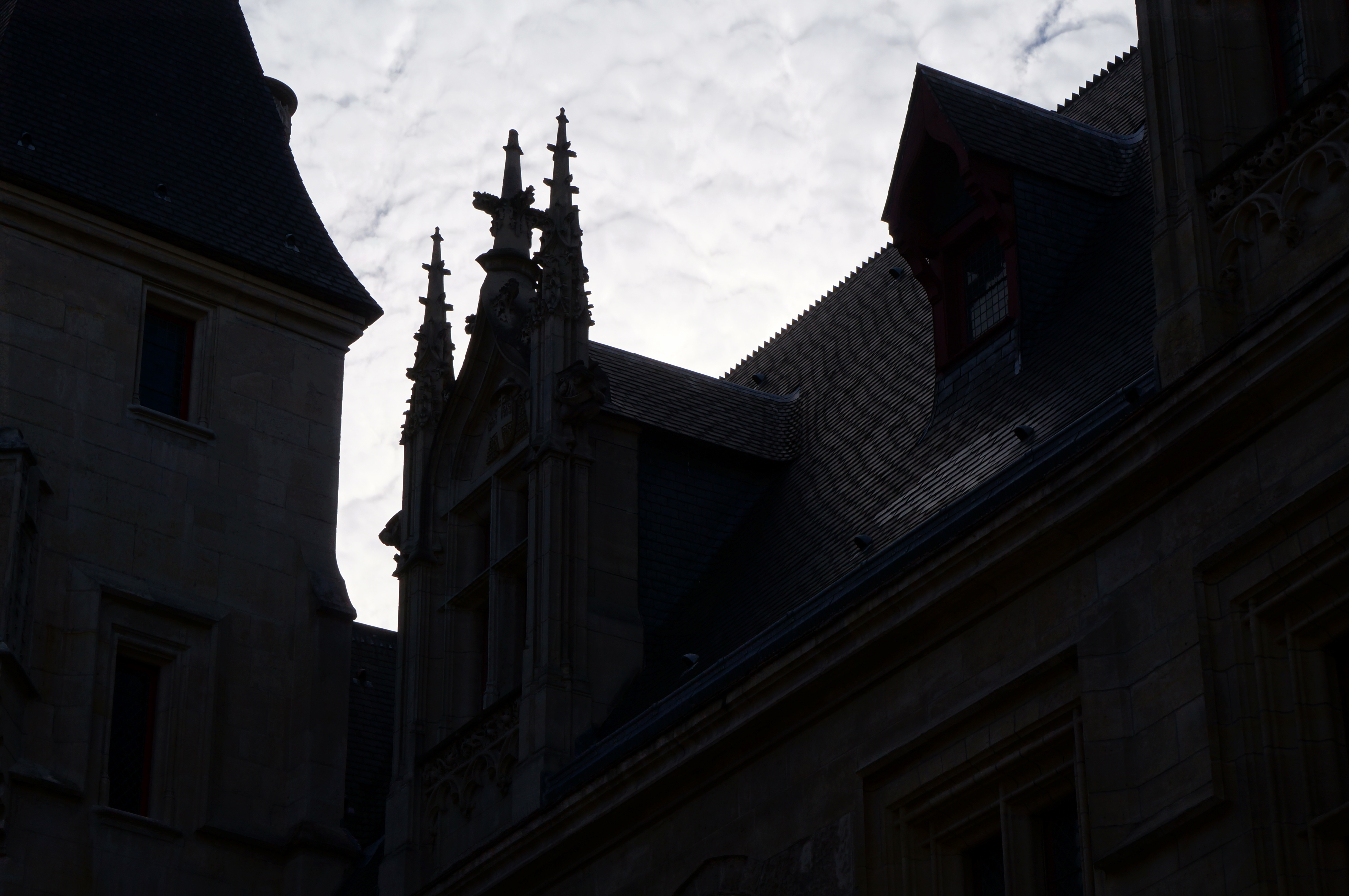
Détail des toits.
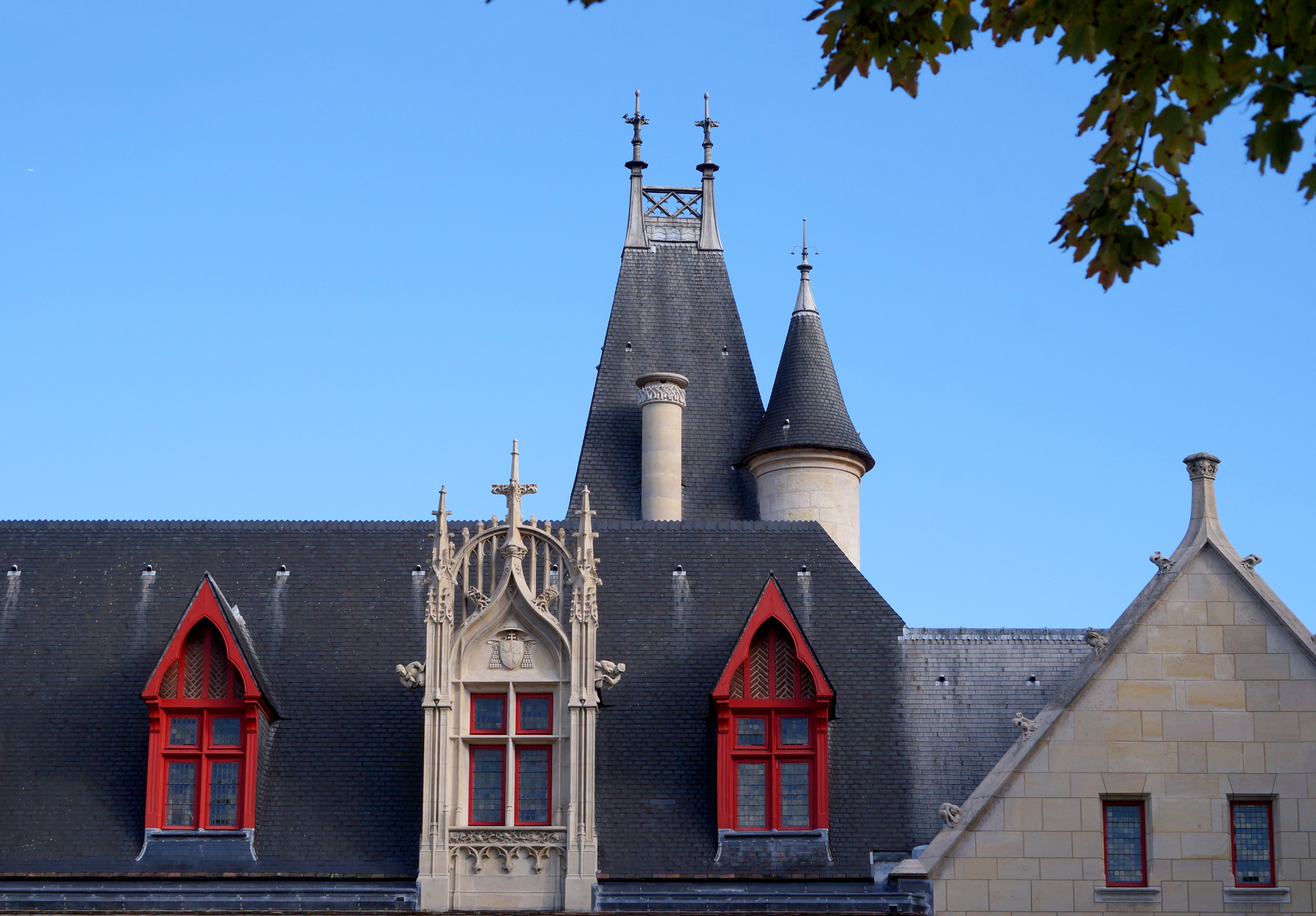
Vue des toits.

## Dans la culture
- Nedim Gürsel, écrivain turc habitant Paris, met cet hôtel à l'honneur dans sa nouvelle Le cimetière de livres non écrits (parue en 1988 dans son recueil Le Dernier tramway). Il a ainsi imaginé sous cet hôtel une immense bibliothèque enfermant des livres censurés, ainsi que des livres qui n'ont jamais été écrits par leur auteur (ceux-ci ayant renoncé à les rédiger jusqu'au bout)[8].

- En 2017, une équipe de l'émission Secrets d'Histoire a tourné plusieurs séquences à l'hôtel dans le cadre d'un numéro consacré à Marguerite de Valois, intitulé La légende noire de la reine Margot et diffusé le 29 juin 2017 sur France 2[9].